# Mehmet Ali Ağca

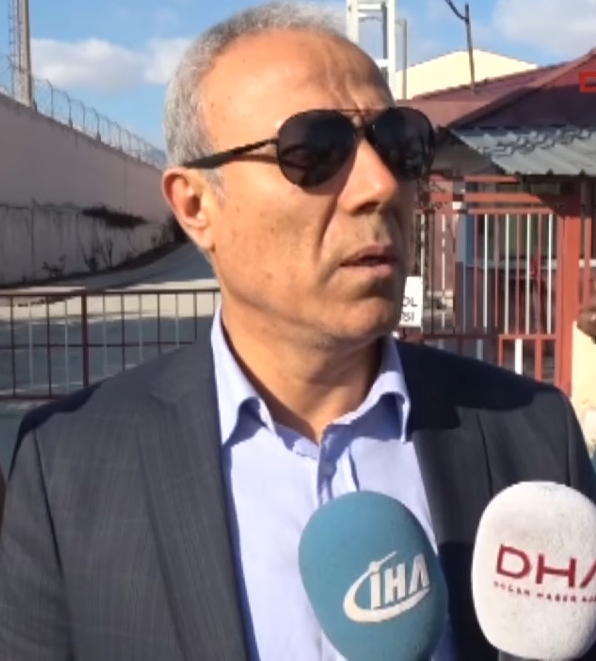
Mehmet Ali Ağca

Mehmet Ali Ağca (phát âm tiếng Thổ Nhĩ Kỳ: [mehˈmet aˈli ˈaːdʒa], sinh ngày 9 tháng 1 năm 1958) là một thành viên của nhóm Hồi giáo cực đoan "Sói bạc" ở Thổ Nhĩ Kỳ và là người đã ám sát Giáo hoàng Gioan Phaolô II ở Quảng trường Thánh Phêrô vào ngày 13 tháng 5 năm 1981.

## Tiểu sử
Mehmet Ali Ağca sinh ra trong một gia đình nông dân nghèo ở làng İsmailli, Hekimhan, tỉnh Malatya thuộc Thổ Nhĩ Kỳ. Khi còn trẻ, Ağca rất giàu trí tưởng tượng và có khả năng viết văn tuyệt vời. Ağca bị ảnh hưởng của chủ nghĩa dân tộc Thổ Nhĩ Kỳ từ rất sớm. Ağca có lần bị đưa về đồn cảnh sát vì làm những bài thơ chống lại Armenia. Ağca rơi vào tầm ngắm của một trong những nhóm cực đoan và được đưa đến Syria để huấn luyện các kỹ thuật khủng bố (Ağca đã tuyên bố rằng khoá huấn luyện này được chính phủ Bulgaria tài trợ). Sau đó, Ağca gia nhập tổ chức "Sói bạc".
Năm 19 tuổi, Ağca thực hiện vụ ám sát đầu tiên, nạn nhân là một giáo sư triết học. Ngày 1 tháng 2 năm 1979 tại Istanbul, Ağca giết chết giám đốc tờ báo có khuynh hướng tự do, tờ Milliyet, là Abdi İpekçi theo lệnh từ "Sói bạc". Tháng 6 năm 1979, Ağca bị bắt nhưng 6 tháng sau, Ağca tẩu thoát rồi trốn sang Iran. Ağca lần lượt trốn sang nhiều nước châu Âu, trong đó có Bulgaria và Nam Tư.
Tháng 8 năm 1980, Ağca đến Ý liên lạc với đồng bọn để chuẩn bị cho việc ám sát giáo hoàng. Ngày 13 tháng 5 năm 1981, Ağca bắn Giáo hoàng Gioan Phaolô II ở Quảng trường ThánhPhê rô và bị bắt ngay sau đó. Phiên tòa xử Ağca bắt đầu từ ngày 20 tháng 7 năm 1981 và Ağca bị tuyên án chung thân vào ngày 22 tháng 7 cùng năm. Nhưng sau 24 năm bị giam ở Ý và Thổ Nhĩ Kỳ, Ağca được trả tự do ngày 12 tháng 1 năm 2006.

## Vụ ám sát Giáo hoàng Gioan Phaolô II

### Kế hoạch ám sát
Đầu tháng 8 năm 1980, Ağca sử dụng tên và hộ chiếu giả đến Milano. Sau đó Ağca đến Roma và liên lạc với đồng bọn (gồm 1 người Thổ Nhĩ Kỳ và 2 người Bulgaria). Theo lời của Ağca, kế hoạch được chỉ huy bởi Zilo Vassilev, một mật vụ người Bulgaria ở Roma. Nhưng có một số nguồn tin lại cho rằng kế hoạch được tổ chức bởi Abdullah Çatlı theo hợp đồng 3 triệu marks của Bechir Celenk trả cho nhóm "Sói bạc".
Theo kế hoạch, Ağca và Oral Çelik, sẽ bắn Giáo hoàng rồi cho nổ một quả bom đã đặt sẵn. Trong cơn hỗn loạn, 2 người sẽ trốn vào đại sứ quán Bulgaria. Ngày 13 tháng 5, Ağca ngồi đợi xe Giáo hoàng chạy ngang. Khi xe vừa tới, Ağca bắn 2 phát vào Giáo hoàng Gioan Phaolô II nhưng bị đám đông đè xuống ngay sau đó làm Ağca không thể bắn tiếp hay chạy trốn. Çelik thì lại quá sợ hãi nên không cho nổ bom hay bắn vào Giáo hoàng mà lẫn theo đám đông chạy trốn.

### Bản án
Ağca bị tuyên án chung thân ở Ý vào năm 1981 nhưng được tổng thống Carlo Azeglio Ciampi ân xá vào tháng 6 năm 2000. Ağca ngay lập tức bị thuyên chuyển đến Thổ Nhĩ Kỳ, và tiếp tục chịu án vì tội giết Abdi İpekçi năm 1979 và 2 vụ cướp nhà băng trong thập niên 1970. Dù có đơn xin mãn hạn sớm, nhưng tòa phán quyết đơn của Ağca sẽ không được xem xét cho đến năm 2010. Dù vậy, Ağca vẫn được thả vào ngày 12 tháng 1 năm 2006.
Tuy nhiên, ngày 20 tháng 1 năm 2006, Tòa án Tối cao Thổ Nhĩ Kỳ đã phán quyết việc Ağca chịu án ở Ý sẽ không được tính vào bản án ở Thổ Nhĩ Kỳ. Ağca lại bị bắt.

### Mối quan hệ với giáo hoàng
Sau khi hồi phục, Giáo hoàng Gioan Phaolô II đã tuyên bố với mọi người rằng: "Tôi luôn cầu nguyện cho người anh em đã bắn vào tôi, người tôi đã chân thành tha thứ". Giáo hoàng đã viết thư định gửi cho Ağca: "Tại sao anh lại bắn tôi khi mà cả hai chúng ta đều chung đức tin vào Chúa?". Nhưng thay vì gửi bức thư đó, đã quyết định đến gặp Ağca. Năm 1983, Gioan Phaolô II đến thăm Ağca và tha thứ cho việc ám sát ông. Ông còn cầu khẩn nhà cầm quyền Ý ân xá cho Ağca. Giáo hoàng đã giữ liên lạc với gia đình của Ağca nhiều năm sau đó và đã thăm mẹ Ağca năm 1987.
Ngày 13 tháng 4 năm 2005, khi Giáo hoàng Gioan Phaolô II qua đời, người anh trai của Ağca đã nói với Reuters rằng em trai ông rất đau buồn trước cái chết của vị Giáo hoàng. Ngày 5 tháng 4 năm 2005, CNN có tin rằng Ağca muốn được đặc cách đến dự lễ tang của Giáo hoàng vào ngày 8 tháng 4, nhưng chính quyền Thổ Nhĩ Kỳ đã từ chối yêu cầu của Ağca.

## Sau khi ra tù
Vào ngày 2 tháng 5 năm 2008, Ağca nộp đơn xin quốc tịch Ba Lan vì ông muốn trải qua những năm cuối cùng của cuộc đời mình tại Ba Lan, quốc gia quê hương của Giáo hoàng Gioan Phaolô II. Ağca đã tuyên bố rằng khi được phóng thích, ông muốn thăm mộ của Giáo hoàng Gioan Phaolô II và cộng tác với Dan Brown để viết một cuốn sách.
Ağca đã đến viếng thăm ngôi mộ của Đức Gioan Phaolô II vào ngày 27 tháng 12 năm 2014 và đặt hoa hồng trắng trên ngôi mộ.
Agca cải đạo sang Công giáo và thể hiện mong muốn được trở thành một linh mục Công giáo vào năm 2016 và tới Fatima để kỷ niệm 100 năm các cuộc hiện ra của Đức Maria ở đó.

## Phụ lục
- Vụ ám sát Giáo hoàng của Ağca là sự kiện chính trong cuốn tiểu thuyết Red Rabbit (Thỏ đỏ) của Tom Clancy năm 2002, dù tên họ của các nhân vật có liên quan đã được thay đổi. Trong truyện còn nói đến sự dính líu của KGB trong vụ ám sát.
- Từ số 17/2006 (4634), báo Tuổi trẻ có bài viết về vụ ám sát Giáo hoàng trong chuyên mục Hồ sơ.